# Xã Smith, Quận Mahoning, Ohio
Xã Smith (tiếng Anh: Smith Township) là một xã thuộc quận Mahoning, tiểu bang Ohio, Hoa Kỳ. Năm 2010, dân số của xã này là 4.510 người.